# Rovato
Rovato ist eine norditalienische Gemeinde (comune) mit 19.417 Einwohnern (Stand 31. Dezember 2023) in der Provinz Brescia in der Lombardei. Die Gemeinde liegt etwa 18 Kilometer westlich von Brescia und etwa 29 Kilometer ostsüdöstlich von Bergamo.
Die Gemeinde liegt in der Weinanbauregion Franciacorta am Fuße des Monte Orfano.

## Verkehr
Durch den Ort führt die Autostrada A4 von Turin nach Triest. Ein Autobahnanschluss besteht. Südlich der Gemeinde verläuft die Strada statale 11 Padana Superiore. An das Schienennetz ist Rovato mit drei Bahnhöfen (Rovato von RFI, sowie Rovato Borgo und Rovato Città von FN) angeschlossen, der von Zügen auf den Strecken Rovato–Bornato sowie Mailand–Venedig und Bergamo–Brescia bedient wird.

## Persönlichkeiten
- Pietro Atazzi (1786–1844), Mediziner
- Alex Caffi (* 1964), Formel-1-Rennfahrer
- Marco Zanotti (* 1974), Radrennfahrer

## Sport
Rovato war 2006 Etappenort des Giro d’Italia.